# Famille Urvoy
 (décembre 2024).
Si vous disposez d'ouvrages ou d'articles de référence ou si vous connaissez des sites web de qualité traitant du thème abordé ici, merci de compléter l'article en donnant les références utiles à sa vérifiabilité et en les liant à la section « Notes et références ».
La famille Urvoy de Closmadeuc et Urvoy de Portzamparc est une famille subsistante de la noblesse française, d'ancienne extraction sur preuves de 1402, originaire de Bretagne.
Elle compte parmi ses membres des officiers, dont un général de brigade et deux contre-amiraux, et un architecte contemporain. 

## Origine
La famille Urvoy est une famille d'ancienne extraction, originaire de Bretagne.
Jean Urvoy ratifia le traité de Guérande à Lamballe, le 28 avril 1381 [réf. nécessaire]. Son fils Thomas Urvoy était un des principaux officiers d'Olivier de Blois, comte de Penthièvre, en 1420.

## Histoire
La filiation suivie de cette famille commence avec Thomas Urvoy, marié avec Aliette de Cargouët, père de deux fils :
- Jean Urvoy, auteur de la branche ainée de Closmadeuc
- Olivier Urvoy, mort en 1435, marié avec Luce Viouge, auteurs des branches cadettes, dont :
  - Olivier Urvoy, seigneur de la Ville-Oury, mort en 1476, marié avant 1451 avec Marguerite Rosty, dont descend :
    - Gilles Urvoy (1632- ), seigneur de La Touche-Bréhant, en Moncontour (Côtes d'Armor), maintenu noble d'ancienne extraction en 1669.

Cette famille forma plusieurs branches dont ne subsistent que les branches de Closmadeuc et de Portzamparc.

### Branche de Closmadeuc
La branche de Closmadeuc est originaire du lieu-dit Clos-Madeuc, à La Malhoure (Côtes-d'Armor).[réf. nécessaire]
- Charles Urvoy de Closmadeuc, maintenu noble d'ancienne extraction en Bretagne, le 13 décembre 1668.
- Achille Urvoy de Closmadeuc, capitaine d'infanterie, fit les campagnes de Boulogne, d'Espagne et de la grande armée de 1809 à 1814, chevalier de la Légion d'honneur, maire de Lamballe.
- Victor Désiré Jean Urvoy de Closmadeuc, page du roi à 12 ans en 1780, émigré à l'armée des princes en 1792, chef des chouans lors de l'expédition de Quiberon de 1795[réf. nécessaire], chef de division dans l'armée royale du Morbihan, puis chef d'une légion d'Ille-et-Vilaine durant les Cent-Jours.
- Victor Urvoy de Closmadeuc, général de brigade, commandeur de la Légion d'honneur, fit les Campagnes de Russie (1812), d'Allemagne (1813), de France (1814), de Belgique (1815 et 1832), et d'Espagne (1823), pendant lesquelles il reçut de nombreuses blessures et eut six chevaux tués sous lui[réf. nécessaire].

### Branche de Saint-Bedan
La branche de Saint-Bedan s'est implantée à Nantes à la fin du XVIIIe siècle.[réf. nécessaire]
- Jacques-Olivier Urvoy de Saint-Bedan (1er mars 1780, Nantes - 8 septembre 1858, Casson), conseiller municipal, maire, conseiller général, député.

### Branche de Portzamparc
La branche de Portzamparc s'est implantée au lieu-dit Porz-an-Parc (porte du champ), à Plounévez-Moëdec (Côtes-d'Armor), puis à Brest (Finistère) à la fin du XVIIIe siècle, où elle a donné des officiers de marine.[réf. nécessaire]
- Louis Jean Baptiste Urvoy, seigneur de Portzamparc, garde du corps du roi, capitaine de cavalerie et lieutenant de la maréchaussée de Bretagne, membre de l'ordre de la noblesse aux États de Bretagne à Rennes en 1736 et à Vannes en 1740, mort en 1757 aux Invalides, "le corps couvert de blessures".
- Louis-Alexandre Urvoy de Portzamparc, lieutenant au régiment de Berry-infanterie, membre de l'ordre de la noblesse aux États de Bretagne de 1758.
- Louis Hippolyte Marie Urvoy de Portzamparc, lieutenant des vaisseaux du roi, émigra en janvier 1792 dans l'armée des princes, prit part à l'expédition de Quiberon en 1795, grièvement blessé à l'attaque du Fort de Penthièvre, fusillé dans la cour des cordelières d'Auray qui lui servait de prison, ses blessures ne lui permettant pas de suivre ses compagnons d'armes au champ des Martyrs[4].
- Yves Urvoy de Portzamparc, né à Cholet le 23 juin 1885, mort à Toulon le 13 février 1965, contre-amiral.
- Gilles Urvoy de Portzamparc (1943-2003), contre-amiral[5].
- Christian Urvoy de Portzamparc, né le 9 mai 1944 à Casablanca (Maroc), architecte et urbaniste français, époux d'Elizabeth Jardim Neves.
- Philippe Urvoy de Portzamparc, né en 1951, président de la société de bourse Portzamparc, basée à Nantes, et président d'Audencia.
- Hugues Urvoy de Portzamparc, musicien, bassiste du groupe rouennais Les Dogs de 1977 à 1987, proche des Olivensteins.

## Demeures et châteaux
- Hôtel Urvoy de Saint-Bedan

## Armes
Les armes de la famille se blasonnent ainsi. : D'argent à 3 chouettes de sable, becquées, membrées et allumées de gueules.

## Postérité
- Rue Urvoy-de-Saint-Bedan